# 埃松河畔普吕奈
埃松河畔普吕奈（法語：Prunay-sur-Essonne，法語發音：[pʁynɛ syʁ ɛsɔn] ⓘ）是法国法兰西岛大区埃松省的一个市镇，属于埃夫里区。

## 地理
埃松河畔普吕奈（48°21'27"N, 2°22'25"E）面积5.14 平方千米，位于法国法蘭西島大區埃松省，该省份为法国北部内陆省份，北起上塞纳省和马恩河谷省，西接厄尔-卢瓦省和伊夫林省，南至卢瓦雷省，东临塞纳-马恩省。
与埃松河畔普吕奈接壤的市镇（或旧市镇、城区）包括：埃松河畔日龙维尔、布瓦涅维尔、比诺博讷沃、尚莫特。

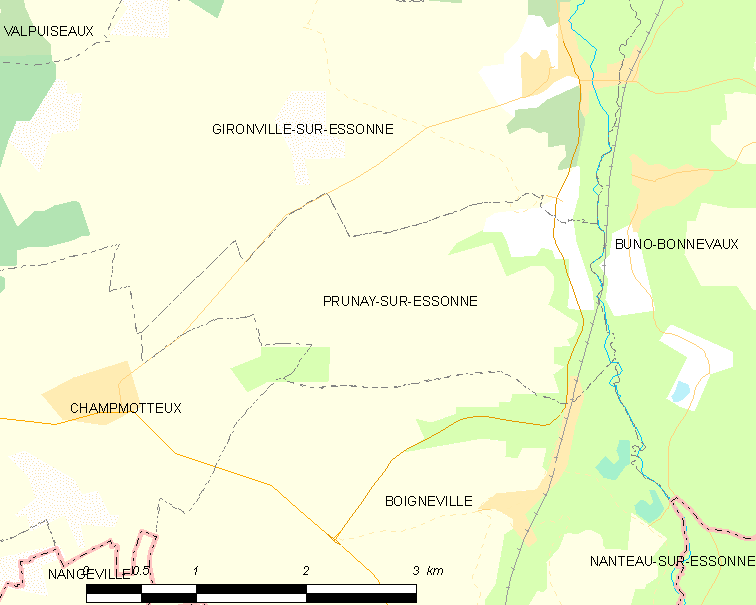
埃松河畔普吕奈的OSM定位图

埃松河畔普吕奈的时区为UTC+01:00、UTC+02:00（夏令时）。

## 行政
埃松河畔普吕奈的邮政编码为91720，INSEE市镇编码为91507。

## 政治
埃松河畔普吕奈所属的省级选区为梅讷西县。

## 人口

1962-2008年间埃松河畔普吕奈人口变化图示

埃松河畔普吕奈于2022年1月1日时的人口数量为312人。